# Alejandro Giammattei
Alejandro Eduardo Giammattei Falla (pronuncia in spagnolo: aleˈxandɾo ʝamaˈtej; Città del Guatemala, 9 marzo 1956) è un politico guatemalteco con cittadinanza italiana.
È stato presidente del Guatemala dal 14 gennaio 2020 al 14 gennaio 2024.

## Biografia
Nato in Guatemala, ma con origini italiane dal lato del nonno paterno, nato in Italia. Possiede per questo motivo la doppia cittadinanza italiana e guatemalteca. Ha studiato in una scuola privata per poi intraprendere la facoltà di medicina. In gioventù gli è stata diagnosticata la sclerosi multipla. Ha sposato Rosana Cáceres l'11 febbraio 1989, con la quale ha avuto tre figli: Marcela, Estéfano e Alejandro. In seguito i due hanno divorziato.
Ha ottenuto diversi incarichi enti pubblici e privati, tra cui l'Organización Panamericana de la Salud, il corpo dei Pompieri, l'impresa municipale dell'Acqua e il Tribunale supremo elettorale. È stato direttore del sistema penitenziario guatemalteco dal 2005 al 2007.

### Carriera politica
È un politico conservatore e ha militato in diversi partiti politici: dal 2002 al 2003, nella Democrazia Cristiana Guatemalteca, dal 2005 al 2007, nella Gran Alianza Nacional, dal 2010 al 2011 nel Centro de Acción Social, dal 2014 al 2016 in FUERZA.
È apertamente reazionario e afferma la necessità di introdurre la pena di morte, per "schiacciare le bande violente, combattere la povertà, fermare l'immigrazione e porre fine alla 'disgustosa' corruzione". È inoltre contrario sia al matrimonio tra persone dello stesso sesso sia all'aborto, e sostiene l'uso dell'esercito per la sicurezza civile. Durante la sua visita in Israele nel dicembre 2019, si è impegnato a far dichiarare l'organizzazione libanese Hezbollah "organizzazione terroristica", affermando che "gli amici di Israele sono gli amici del Guatemala, e i nemici di Israele sono i nostri nemici". Nel 2019 definisce il governo venezuelano una "dittatura" e afferma di voler mantenere la stessa linea diplomatica del suo predecessore Jimmy Morales verso il Venezuela, un Paese con il quale il Guatemala ha interrotto le relazioni diplomatiche.
Si è candidato alle elezioni generali correndo per la carica di presidente del Guatemala senza riuscire a vincere per tre volte: nel 2007, con l'allora Partito Ufficiale Grande Alleanza Nazionale GANA, nel 2011 con il Partito del Centro d'Azione Sociale, e nel 2015 con il partito FUERZA. Nell'agosto 2019 ha vinto le elezioni presidenziali con il partito di centrodestra Vamos. Si è insediato il 14 gennaio 2020.
Durante la sua presidenza, nel novembre 2020, è stata approvata una controversa legge di bilancio, che ha ridotto i finanziamenti all'istruzione e alla sanità e che, secondo l’opposizione, sarebbe stata approvata per favorire le aziende con legami col governo, cui sono stati appaltati grandi progetti di costruzione. La legge ha scatenato grandi proteste nel Paese per chiederne le dimissioni, che hanno portato anche all'incendio del palazzo che ospita il Congresso. Anche il vicepresidente Guillermo Castillo ne ha chiesto le dimissioni, sostenendo che dovrebbero dimettersi assieme.